# سوکوبوس (دهستان)

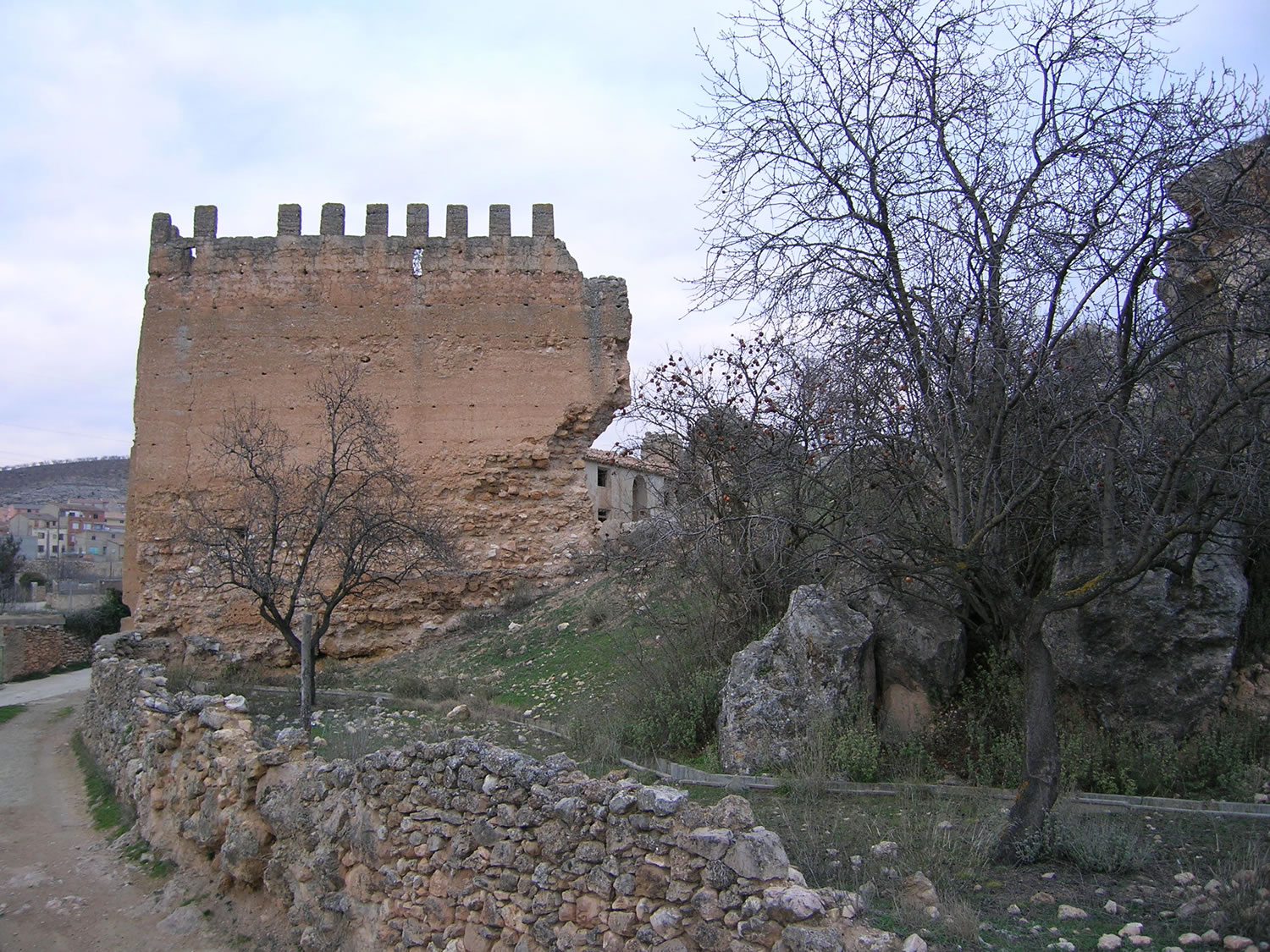
نمایی از یک قلعهٔ باستانی در دهستان سوکوبوس - ۲۰۰۶

سوکوبوس دهستانی در استان آلباستهٔ اسپانیا است.
در این دهستان ۱۹۳۶ نفر زندگی می‌کنند. مساحت این دهستان ۱۳۹٫۱۷ کیلومتر مربع است.